# Reprezentacja Słowacji w hokeju na trawie mężczyzn
Reprezentacja Słowacji w hokeju na trawie mężczyzn  jest jednym z zespołów narodowych w Europie. Nie startowała dotychczas w igrzyskach olimpijskich, mistrzostwach świata i Europy.

## Osiągnięcia

### Igrzyska olimpijskie
- 1996-2024 nie uczestniczyła

### Mistrzostwa świata
- 1994-2023 nie uczestniczyła

### Mistrzostwa Europy
- 1995-2023 nie uczestniczyła